# Isangel
Isangel je vesnice na ostrově Tanna, v provincii Tafea, v ostrovním státě státě Vanuatu. Nachází se asi kilometr jihovýchodně od hlavní vesnice ostrova, Lenakel. Žije zde přes 1 300 obyvatel a je to správní středisko celého ostrova. Sídlí zde mimo jiné administrativa provincie Tafea, provinční soud, policie, pošta (jejíž pobočka se nachází také v Lenakelu) a státní střední škola Collège d'Isangel.